# Bini
Bini é um grupo de garotas filipino sob o Star Magic da ABS-CBN que foi formado através da Star Hunt Academy (SHA) e é composto por oito membros: Aiah, Colet, Maloi, Gwen, Stacey, Mikha, Jhoanna e Sheena. Rotulado como o Grupo de Garotas da Nação das Filipinas, o single pré-debut de Bini, "Da Coconut Nut", foi lançado em 20 de novembro de 2020. Bini estreou oficialmente em 11 de junho de 2021, com seu single de estreia "Born to Win".

## História
Durante muitos anos, acreditando que "o talento filipino tem lugar no palco global", Laurenti Dyogi, chefe de produção de entretenimento da ABS-CBN, pensou em criar um campo de treinamento onde jovens aspirantes a superestrelas "pudessem desenvolver ou aprimorar ainda mais seus talentos". Em 2018, a ABS-CBN finalmente lançou o programa Star Hunt Academy, que teve 250 candidatos com idades entre 16 e 19 anos de todas as partes das Filipinas. A partir desse grupo de candidatos, além de recomendações de olheiros de talentos, o primeiro grupo de alunas da Star Hunt Academy foi selecionado, originalmente composto por 11 garotas. Embora Dyogi tenha planejado inicialmente estrear um grupo de ídolos feminino com nove membros, as 11 alunas acabaram sendo reduzidas para oito garotas: Maraiah Queen "Aiah" Arceta, Nicolette "Colet" Vergara, Mary Loi "Maloi" Ricalde, Gweneth "Gwen" Apuli, Stacey Aubrey Sevilleja, Mikhaela "Mikha" Lim, Sheena Mae Catacutan e Jhoanna Robles. Das onze integrantes, duas — Sheena e Gwen — eram originalmente companheiras de casa do Pinoy Big Brother: Otso.
O grupo foi treinado de 2018 a 2020 sob a orientação de treinadores locais, incluindo a treinadora vocal profissional e ex-presidente do Departamento de Voz, Teatro Musical e Dança da Faculdade de Música da Universidade das Filipinas, Kitchy Molina, e o treinador de dança de origem austríaca Mickey Perz, bem como treinadores sul-coreanos da MUdoctor Academy.

Em 3 de agosto de 2019, o grupo, como estagiários da SHA, foi inicialmente apresentado no pré-show online do PBB Otso Big Night, onde se apresentaram pela primeira vez e foram apresentados como estagiários da Star Hunt Academy. Eles também se apresentaram em seu primeiro show em shopping em Taguig e em pelo menos dois eventos da ABS-CBN. Eles também participaram de um evento da Comissão Nacional da Juventude em 2019, onde foram proclamados embaixadores da juventude, e na celebração de agradecimento aos Jogos do Sudeste Asiático de Manila em 2019.
Em maio de 2020, Dyogi lançou um vídeo de prática de performance do grupo cantando e dançando 'Ngiti' de Young JV e Gary Valenciano no Twitter para mostrar seu progresso no treinamento. Em agosto de 2020, o grupo participou do evento Happy Hallyu Day 4 da Philippine Kpop Convention, realizando covers de dança de K-pop, incluindo "In & Out" do Red Velvet, "How You Like That" do Blackpink e "More & More" do Twice.

## Discografia
- Born to Win (2021)
- Feel Good (2022)
- Talaarawan (2024)

## Prêmios e Indicações
| Year | Award ceremony                       | Category                                           | Nominated work           | Result   | Ref.          |
| ---- | ------------------------------------ | -------------------------------------------------- | ------------------------ | -------- | ------------- |
| 2020 | PUSH Awards                          | Push Music Personality of the Year                 | Bini                     | Indicado | [ 5 ]         |
| 2021 | 34th AWIT Awards                     | Favorite Group Artist                              | Bini                     | Indicado | [ 6 ]         |
| 2021 | RAWR Awards                          | Song of the Year                                   | Born to Win              | Indicado | [ 7 ]         |
| 2021 | RAWR Awards                          | Favorite Group                                     | Bini                     | Indicado | [ 7 ]         |
| 2021 | RAWR Awards                          | Fan Club of the Year                               | Bloom                    | Indicado | [ 7 ]         |
| 2021 | 7th Wish Music Awards                | Wish Pop Song of the Year                          | Born to Win              | Indicado | [ 8 ]         |
| 2021 | Saludo Excellence Awards 2021        | Best Female Group                                  | Bini                     | Venceu   | [ 9 ]         |
| 2022 | Preview Creative 25: 2022            | Most Promising Talent in Musician's Category       | Bini                     | Honoree  | [ 10 ] [ 11 ] |
| 2022 | TikTok Awards Philippines 2022       | P-Pop Group of the Year                            | Bini                     | Venceu   | [ 12 ]        |
| 2022 | 35th AWIT Awards                     | Best Music Video                                   | Born to Win              | Indicado | [ 13 ]        |
| 2022 | 35th AWIT Awards                     | Best Performance by a New Group Recording Artist   | Born to Win              | Indicado | [ 13 ]        |
| 2022 | 35th AWIT Awards                     | People's Voice Favorite Group Artist               | Bini                     | Indicado | [ 13 ]        |
| 2022 | 35th AWIT Awards                     | People's Voice Breakthrough Artist                 | Bini                     | Indicado | [ 13 ]        |
| 2022 | 35th AWIT Awards                     | People's Voice Favorite Song                       | Na Na Na                 | Indicado | [ 13 ]        |
| 2022 | 2nd Diamond Excellence Awards        | Outstanding Female Group of the Year               | Bini                     | Venceu   | [ 14 ]        |
| 2022 | The 8th Wish Music Awards            | Wish Pop Song of the Year                          | Golden Arrow             | Indicado |               |
| 2022 | PPOP Awards 2022                     | PPOP Icon Of The Year                              | Bini                     | Venceu   |               |
| 2022 | PPOP Awards 2022                     | P-Pop Girl Group of the Year                       | Bini                     | Indicado |               |
| 2023 | PPOP Awards 2023                     | Top Female Dancer Of The Year                      | Bini Sheena              | Venceu   |               |
| 2023 | PPOP Awards 2023                     | Top Female Visual Of The Year                      | Bini Aiah                | Venceu   |               |
| 2023 | PPOP Awards 2023                     | Top Female Leader Of The Year                      | Bini Jhoanna             | Venceu   |               |
| 2023 | PPOP Awards 2023                     | Top Favorite Group Of The Year                     | Bini                     | Venceu   |               |
| 2023 | Awit Awards\|36th AWIT Awards        | Record Of The Year                                 | Lagi                     | Indicado |               |
| 2023 | Awit Awards\|36th AWIT Awards        | Album of the Year                                  | Feel Good                | Indicado |               |
| 2023 | Awit Awards\|36th AWIT Awards        | Record Of The Year                                 | Kabataan Pinoy with SB19 | Indicado |               |
| 2023 | Awit Awards\|36th AWIT Awards        | Song Of The Year                                   | Lagi                     | Indicado |               |
| 2023 | Awit Awards\|36th AWIT Awards        | Best Performance by a Group Recording Artist       | Lagi                     | Indicado |               |
| 2023 | Awit Awards\|36th AWIT Awards        | Best Collaboration                                 | Up! with BGYO            | Indicado |               |
| 2023 | Awit Awards\|36th AWIT Awards        | Best Collaboration                                 | Kabataan Pinoy with SB19 | Indicado |               |
| 2023 | Awit Awards\|36th AWIT Awards        | Best Pop Recording                                 | Lagi                     | Indicado |               |
| 2023 | Tiktok Awards 2023                   | Song of the Year                                   | Na Na Na                 | Indicado |               |
| 2023 | The 9th Push Awards 2023             | Push PPOP Group Of The Year                        | Bini                     | Venceu   |               |
| 2024 | 2024 Excellent Filipino Awards       | National Outstanding PPOP Female Group of the Year | Bini                     | Venceu   |               |
| 2024 | Billboard Philippines Women in Music | Rising Star Award                                  | Bini                     | Venceu   | [ 15 ]        |

| Year | Award ceremony          | Host country | Category                                         | Nominated work | Result   | Ref. |
| ---- | ----------------------- | ------------ | ------------------------------------------------ | -------------- | -------- | ---- |
| 2022 | Acervo Awards           | Brazil       | Destaque Internacional (International Highlight) | Bini           | Venceu   |      |
| 2023 | BreakTudo Awards        | Brazil       | International New Artist Song Award              | Bini           | Venceu   |      |
| 2023 | Tag Awards Chicago 2023 | USA          | Band of the Year                                 | Bini           | Indicado |      |